# جزيرة أوكيدايتو
أوكيديتجيما (باليابانية: 沖大東島) هي جزيرة تابعة لـ اليابان تقع في بحر الفلبين. وهي غير مأهولة بالسكان.